# スティーヴン・ドフール
スティーヴン・アルノル・ドフール（Steven Arnold Defour、1988年4月15日 - ）は、ベルギー・メヘレン出身の元サッカー選手。現役時代のポジションはMF。
「ステファン・デュフォー」、「スティーブン・デュフォー」など様々な表記が混在しているが、ベルギー国内では、主にフランス語読みに近い「ドゥフール」やオランダ語読みに近い「デフール」の2パターンで呼ばれている。

## 経歴

### クラブ
2006年、アヤックスへの移籍が決まりかけていたが、急遽スタンダール・リエージュへ移籍。2007年、セルジオ・コンセイソンの後を継いで、19歳でチームキャプテンになった。

### 代表
2006年5月11日、サウジアラビア代表戦でベルギー代表デビューし、2008年9月6日のスペイン代表戦で初ゴールを記録した。

## 代表歴

### 出場大会
- ベルギー代表
  - 2014 FIFAワールドカップ

### 試合数
- 国際Aマッチ 52試合 2得点（2006年-2017年）[1]

| ベルギー代表 | 国際Aマッチ | 国際Aマッチ |
| 年           | 出場        | 得点        |
| ------------ | ----------- | ----------- |
| 2006         | 3           | 0           |
| 2007         | 9           | 0           |
| 2008         | 6           | 1           |
| 2009         | 5           | 0           |
| 2010         | 4           | 0           |
| 2011         | 5           | 0           |
| 2012         | 5           | 0           |
| 2013         | 5           | 1           |
| 2014         | 6           | 0           |
| 2015         | 0           | 0           |
| 2016         | 3           | 0           |
| 2017         | 1           | 0           |
| 通算         | 52          | 2           |

## タイトル

### クラブ
スタンダール・リエージュ
- ジュピラー・プロ・リーグ ： 2007-08, 2008-09
- ベルギーカップ ： 2010-11
- ベルギー・スーパーカップ ： 2008, 2009

FCポルト
- プリメイラ・リーガ ： 2011-12, 2012-13
- ポルトガル・スーパーカップ ： 2012, 2013

### 個人
- ベルギー・ゴールデンシュー ： 2007